# Sezonul de Formula 1 din 2023
Campionatul Mondial de Formula 1 din 2023 a fost cel de-al 77-lea sezon al curselor auto pentru mașinile de Formula 1, recunoscut de organismul de conducere al sportului internațional, Federația Internațională de Automobilism, ca fiind competiția de cea mai înaltă clasă pentru mașinile de curse. A inclus cea de-a 74-a ediție a Campionatului Mondial al Piloților, și a 66-a ediție a Campionatului Mondial al Constructorilor. Sezonul a fost disputat pe parcursul a douăzeci și două de curse, începând cu Marele Premiu al Bahrainului pe 5 martie și terminându-se cu Marele Premiu de la Abu Dhabi pe 26 noiembrie.
Sezonul a fost dominat de campionul en-titre Max Verstappen care a câștigat al treilea său titlu consecutiv la piloți la Marele Premiu al Qatarului, obținând un record de 19 victorii din 22 de Mari Premii organizate și terminând pe podium de 21 de ori (de asemenea, un record). Echipa sa, Red Bull Racing, a obținut al șaselea ei titlu la constructori, al doilea consecutiv, la cursa precedentă. Red Bull Racing a câștigat 21 din 22 de Mari Premii, Ferrari fiind singura altă echipă care a câștigat un Mare Premiu, datorită lui Carlos Sainz Jr., la Marele Premiu al statului Singapore.

## Piloții și echipele înscrise în campionat
Următorii constructori și piloți au participat în Campionatul Mondial din 2023. Toate echipele au concurat cu anvelopele furnizate de Pirelli.
| Imagine                   | Concurent                                      | Constructor         | Unitate de putere   | Șasiu  | Piloți     | Piloți                                                  | Piloți                        |
| Imagine                   | Concurent                                      | Constructor         | Unitate de putere   | Șasiu  | Nr.        | Numele pilotului                                        | Etape                         |
| ------------------------- | ---------------------------------------------- | ------------------- | ------------------- | ------ | ---------- | ------------------------------------------------------- | ----------------------------- |
| Red Bull Racing RB19      | Oracle Red Bull Racing                         | Red Bull Racing     | Honda RBPT001       | RB19   | 1 11       | Max Verstappen Sergio Pérez                             | Toate                         |
| Ferrari SF-23             | Scuderia Ferrari                               | Ferrari             | Ferrari 066/10      | SF-23  | 16 55      | Charles Leclerc Carlos Sainz Jr.                        | Toate                         |
| Mercedes F1 W14           | Mercedes-AMG PETRONAS Formula One Team         | Mercedes            | Mercedes-AMG F1 M14 | F1 W14 | 44 63      | Lewis Hamilton George Russell                           | Toate                         |
| Alpine A523               | BWT Alpine F1 Team                             | Alpine              | Renault E-Tech RE23 | A523   | 10 31      | Pierre Gasly Esteban Ocon                               | Toate                         |
| McLaren MCL60             | McLaren Formula 1 Team                         | McLaren             | Mercedes-AMG F1 M14 | MCL60  | 4 81       | Lando Norris Oscar Piastri                              | Toate                         |
| Alfa Romeo C43            | Alfa Romeo F1 Team Stake                       | Alfa Romeo          | Ferrari 066/10      | C43    | 24 77      | Zhou Guanyu Valtteri Bottas                             | Toate                         |
| Aston Martin Aramco AMR23 | Aston Martin Aramco Cognizant Formula One Team | Aston Martin Aramco | Mercedes-AMG F1 M14 | AMR23  | 14 18      | Fernando Alonso Lance Stroll                            | Toate                         |
| Haas VF-23                | MoneyGram Haas F1 Team                         | Haas                | Ferrari 066/10      | VF-23  | 20 27      | Kevin Magnussen Nico Hülkenberg                         | Toate                         |
| AlphaTauri AT04           | Scuderia AlphaTauri                            | AlphaTauri          | Honda RBPT001       | AT04   | 3 21 22 40 | Daniel Ricciardo Nyck de Vries Yuki Tsunoda Liam Lawson | 11-13, 18-22 1-10 Toate 13-17 |
| Williams FW45             | Williams Racing                                | Williams            | Mercedes-AMG F1 M14 | FW45   | 2 23       | Logan Sargeant Alexander Albon                          | Toate                         |
| Surse:                    |                                                |                     |                     |        |            |                                                         |                               |

### Piloții pentru antrenamentele libere
De-a lungul sezonului, fiecare echipă a trebuit să prezinte un pilot într-o sesiune de antrenamente libere care nu a participat la mai mult de două Mari Premii, în două ocazii, o dată în fiecare mașină. Aparițiile lui Oscar Piastri, Logan Sargeant și Nyck de Vries la debutul lor din Marele Premiu al Bahrainului au contat fiecare ca una dintre aparițiile obligatorii pentru McLaren-Mercedes, Williams-Mercedes și, respectiv, AlphaTauri-Honda RBPT. Debutul lui Liam Lawson la Marele Premiu al Țărilor de Jos nu a fost luat în considerare, deoarece Nyck de Vries luase deja locul obligatoriu de antrenamente libere pentru acea mașină.
| Constructor                  | Nr.   | Pilot                    | Etape  |
| ---------------------------- | ----- | ------------------------ | ------ |
| Alfa Romeo-Ferrari           | 98    | Théo Pourchaire          | 19, 22 |
| AlphaTauri-Honda RBPT        | 41    | Isack Hadjar             | 19     |
| Alpine-Renault               | 61    | Jack Doohan              | 19, 22 |
| Aston Martin Aramco-Mercedes | 34    | Felipe Drugovich         | 14, 22 |
| Ferrari                      | 39    | Robert Shwartzman        | 13, 22 |
| Haas-Ferrari                 | 50    | Oliver Bearman           | 19, 22 |
| McLaren-Mercedes             | 29    | Patricio O'Ward          | 22     |
| Mercedes                     | 42    | Frederik Vesti           | 19, 22 |
| Red Bull Racing-Honda RBPT   | 36 37 | Jake Dennis Isack Hadjar | 22     |
| Williams-Mercedes            | 45    | Zak O'Sullivan           | 22     |
| Sursa:                       |       |                          |        |

### Schimbări la piloți
- Cvadruplul campion mondial, Sebastian Vettel, s-a retras din sport la finalul sezonului 2022, după 16 sezoane consecutive petrecute în F1.[50] Locul său la Aston Martin a fost ocupat de pilotul de la Alpine, Fernando Alonso.[23]
- Înlocuitorul lui Alonso la Alpine a fost anunțat imediat ca fiind australianul Oscar Piastri.[51] La scurt timp după anunț, Piastri a declarat că nu a semnat un contract pentru 2023 și că nu va conduce pentru Alpine.[52] Consiliul FIA de Recunoaștere a Contractelor a decis că el nu are obligații contractuale de a concura pentru Alpine.[53] Pierre Gasly, care avea un contract cu AlphaTauri, s-a mutat la Alpine, în locul lui Alonso.[21]
- Gasly a fost înlocuit la AlphaTauri de campionul de Formula E 2020–21 și de Formula 2 din 2019, Nyck de Vries.[20]
- Daniel Ricciardo a părăsit McLaren după două sezoane. Deși avea un contract pentru a conduce pentru echipă și în 2023, acesta a fost reziliat în timpul sezonului din 2022 de comun acord.[54] Locul lui Ricciardo a fost ocupat de Piastri, care și-a făcut debutul în Formula 1.[32] Ricciardo a semnat ulterior un contract cu Red Bull Racing pentru a fi pilotul de rezervă al acestora în 2023,[55]
- Nicholas Latifi a părăsit Williams după ce a petrecut trei sezoane cu echipa.[56] și apoi a revenit la un loc de curse la AlphaTauri la mijlocul sezonului. Locul lui a fost ocupat de Logan Sargeant care și-a făcut și el debutul în F1.[41]
- Mick Schumacher s-a despărțit de Haas după două sezoane.[57] Locul lui a fost ocupat de Nico Hülkenberg, care a concurat ultima dată în Formula 1 ca pilot de curse titular în 2019 cu fosta echipă Renault.[29]

### Schimbări în timpul sezonului
Nyck de Vries a fost concediat din postul de pilot de curse pentru Scuderia AlphaTauri, după ce nu a reușit să înscrie puncte în primele zece curse ale sezonului său de debut. Locul lui a fost ocupat de Daniel Ricciardo începând cu Marele Premiu al Ungariei. Ricciardo a concurat cu echipa în sezoanele 2012 și 2013, cunoscută la acea vreme sub numele de Scuderia Toro Rosso.
Pilotul de rezervă al lui Red Bull Racing și AlphaTauri, Liam Lawson, l-a înlocuit pe Ricciardo pentru Marele Premiu al Țărilor de Jos, după ce acesta din urmă și-a rupt un os metacarpian la mâna stângă într-un accident suferit în a doua sesiune de antrenamente. Lawson și-a făcut astfel debutul în Formula 1.

## Calendar

Națiunile care au găzduit curse de Formula 1 în 2023 sunt arătate în verde. Națiunile care au găzduit curse de Formula 1 în trecut sunt arătate în gri închis

Următoarele douăzeci și două de Mari Premii au avut loc în 2023.
| 1.                                             | 2.                                              | 3.                                                   | 4.                                             |
| ---------------------------------------------- | ----------------------------------------------- | ---------------------------------------------------- | ---------------------------------------------- |
| Marele Premiu al Bahrainului 3-5 martie        | Marele Premiu al Arabiei Saudite 17-19 martie   | Marele Premiu al Australiei 31 mar-2 apr             | Marele Premiu al Azerbaidjanului 28-30 aprilie |
| Bahrain (P)                                    | Djedda Corniche (S)                             | Albert Park (S)                                      | Baku (S)                                       |
| 5.                                             | 6.                                              | 7.                                                   | 8.                                             |
| Marele Premiu de la Miami 5-7 mai              | Marele Premiu al Principatului Monaco 26-28 mai | Marele Premiu al Spaniei 2-4 iunie                   | Marele Premiu al Canadei 16-18 iunie           |
| Miami (S)                                      | Monaco (S)                                      | Catalunya (P)                                        | Gilles Villeneuve (S)                          |
| 9.                                             | 10.                                             | 11.                                                  | 12.                                            |
| Marele Premiu al Austriei 30 iun-2 iul         | Marele Premiu al Marii Britanii 7-9 iulie       | Marele Premiu al Ungariei 21-23 iulie                | Marele Premiu al Belgiei 28-30 iulie           |
| Red Bull Ring (P)                              | Silverstone (P)                                 | Hungaroring (P)                                      | Spa-Francorchamps (P)                          |
| 13.                                            | 14.                                             | 15.                                                  | 16.                                            |
| Marele Premiu al Țărilor de Jos 25-27 august   | Marele Premiu al Italiei 1-3 septembrie         | Marele Premiu al statului Singapore 15-17 septembrie | Marele Premiu al Japoniei 22-24 septembrie     |
| Zandvoort (P)                                  | Monza (P)                                       | Marina Bay (S)                                       | Suzuka (P)                                     |
| 17.                                            | 18.                                             | 19.                                                  | 20.                                            |
| Marele Premiu al Qatarului 6-8 octombrie       | Marele Premiu al Statelor Unite 20-22 octombrie | Marele Premiu de la Ciudad de México 27-29 octombrie | Marele Premiu de la São Paulo 3-5 noiembrie    |
| Lusail (P)                                     | Americilor (P)                                  | Hermanos Rodríguez (P)                               | Interlagos (P)                                 |
| 21.                                            | 22.                                             |                                                      |                                                |
| Marele Premiu al Las Vegasului 16-18 noiembrie | Marele Premiu de la Abu Dhabi 24-26 noiembrie   |                                                      |                                                |
| Las Vegas (S)                                  | Yas Marina (P)                                  |                                                      |                                                |
| (P) - pistă; (S) - stradă. Sursa:              |                                                 |                                                      |                                                |

Următoarele curse a fost incluse în calendarul inițial, dar au fost ulterior anulate:
| Mare Premiu                      | Circuit      | Data programată |
| -------------------------------- | ------------ | --------------- |
| Marele Premiu al Chinei          | Shanghai (P) | 16 aprilie      |
| Marele Premiu al Emiliei-Romagna | Imola (P)    | 21 mai          |

### Schimbări la calendar
- Marele Premiu al Qatarului a revenit în calendar, după ce s-a desfășurat ultima dată în 2021.
- Marele Premiu al Las Vegasului a revenit și el în calendar, cursa fiind desfășurată în noiembrie, de această dată pe un nou circuit stradal de-a lungul Las Vegas Strip. Ultimul Mare Premiu care a avut loc în Las Vegas s-a desfășurat în sezonul 1982. Tot în 1982 a fost ultima oară când au avut loc 3 curse în Statele Unite într-un sezon.[62][63]
- Marele Premiu al Franței nu a apărut în calendarul din 2023, după 5 ani de prezență consecutivă în Formula 1.[64]
- Marele Premiu al Chinei a fost inclus în calendarul inițial publicat de FIA, dar a fost anulat în decembrie 2022 pentru al patrulea sezon consecutiv din cauza „dificultăților continue” legate de pandemia de COVID-19 din China.[65]
- De asemenea, Marele Premiu al Emiliei-Romagna, care era programat să se desfășoare în weekend-ul 19-21 mai, a fost anulat pe 17 mai ca urmare a inundațiilor⁠(en)[traduceți]  din regiunea Emilia-Romagna.[66]

## Presezon
Testele de presezon au avut loc pe Circuitul Internațional Bahrain din Sakhir, în perioada 23-25 februarie. Doar primele cinci locuri sunt prezentate în clasamente.
| Poz. | Nr. | Pilot            | Constructor                  | Timp     | Tururi |
| ---- | --- | ---------------- | ---------------------------- | -------- | ------ |
| 1    | 1   | Max Verstappen   | Red Bull Racing-Honda RBPT   | 1:32,837 | 157    |
| 2    | 14  | Fernando Alonso  | Aston Martin Aramco-Mercedes | 1:32,866 | 60     |
| 3    | 55  | Carlos Sainz Jr. | Ferrari                      | 1:33,253 | 72     |
| 4    | 16  | Charles Leclerc  | Ferrari                      | 1:33,267 | 64     |
| 5    | 4   | Lando Norris     | McLaren-Mercedes             | 1:33,462 | 40     |

| Poz. | Nr. | Pilot           | Constructor                  | Timp     | Tururi |
| ---- | --- | --------------- | ---------------------------- | -------- | ------ |
| 1    | 24  | Zhou Guanyu     | Alfa Romeo-Ferrari           | 1:31,610 | 132    |
| 2    | 1   | Max Verstappen  | Red Bull Racing-Honda RBPT   | 1:31,650 | 47     |
| 3    | 14  | Fernando Alonso | Aston Martin Aramco-Mercedes | 1:32,205 | 130    |
| 4    | 21  | Nyck de Vries   | AlphaTauri-Honda RBPT        | 1:32,222 | 74     |
| 5    | 27  | Nico Hülkenberg | Haas-Ferrari                 | 1:32,466 | 68     |

| Poz. | Nr. | Pilot            | Constructor                | Timp     | Tururi |
| ---- | --- | ---------------- | -------------------------- | -------- | ------ |
| 1    | 11  | Sergio Pérez     | Red Bull Racing-Honda RBPT | 1:30,305 | 133    |
| 2    | 44  | Lewis Hamilton   | Mercedes                   | 1:30,664 | 65     |
| 3    | 77  | Valtteri Bottas  | Alfa Romeo-Ferrari         | 1:30,827 | 131    |
| 4    | 16  | Charles Leclerc  | Ferrari                    | 1:31,024 | 67     |
| 5    | 55  | Carlos Sainz Jr. | Ferrari                    | 1:31,036 | 75     |

## Pneuri
| MP              | C0 | C1 | C2 | C3 | C4 | C5 |
| --------------- | -- | -- | -- | -- | -- | -- |
| BHR             |    | H  | M  | S  |    |    |
| SAU             |    |    | H  | M  | S  |    |
| AUS             |    |    | H  | M  | S  |    |
| AZE             |    |    |    | H  | M  | S  |
| MIA             |    |    | H  | M  | S  |    |
| MCO             |    |    |    | H  | M  | S  |
| ESP             |    | H  | M  | S  |    |    |
| CAN             |    |    |    | H  | M  | S  |
| AUT             |    |    |    | H  | M  | S  |
| GBR             |    | H  | M  | S  |    |    |
| HUN             |    |    |    | H  | M  | S  |
| BEL             |    |    | H  | M  | S  |    |
| NLD             |    | H  | M  | S  |    |    |
| ITA             |    |    |    | H  | M  | S  |
| SGP             |    |    |    | H  | M  | S  |
| JPN             |    | H  | M  | S  |    |    |
| QAT             |    | H  | M  | S  |    |    |
| USA             |    |    | H  | M  | S  |    |
| CMX             |    |    |    | H  | M  | S  |
| SAP             |    |    | H  | M  | S  |    |
| LVG             |    |    |    | H  | M  | S  |
| ABU             |    |    |    | H  | M  | S  |
| Sursa: Pirelli. |    |    |    |    |    |    |

| C0     |                 | Dur (Alb)       | Does not appear | Does not appear     | Does not appear     | Does not appear     | Uscat                | 1   | 6   |
| C1     | Does not appear | Does not appear | Does not appear | Does not appear     | 2                   | 5                   | Uscat                |     |     |
| C2     |                 | Dur (Alb)       | Mediu (Galben)  | Does not appear     | Does not appear     | 3                   | Uscat                | 4   |     |
| C3     |                 | Dur (Alb)       | Mediu (Galben)  | Moale (Roșu)        | 4                   | 3                   | Uscat                |     |     |
| C4     | Does not appear | Does not appear | Mediu (Galben)  | Moale (Roșu)        | 5                   | 2                   | Uscat                |     |     |
| C5     | Does not appear | Does not appear | Does not appear | Does not appear     | 6                   | 1                   | Uscat                |     |     |
| –      |                 |                 |                 | Intermediar (Verde) | Intermediar (Verde) | Intermediar (Verde) | Umed (Ploaie ușoară) | N/A | N/A |
| –      |                 |                 |                 | Umed (Albastru)     | Umed (Albastru)     | Umed (Albastru)     | Umed (Ploaie)        | N/A | N/A |
| Sursa: |                 |                 |                 |                     |                     |                     |                      |     |     |

Pirelli a anunțat o modificare a compușilor de anvelope disponibile pentru 2023, cu un compus care urmează să fie introdus între vechii compuși C1 și C2. Această schimbare ar trebui să ofere echipelor opțiuni de strategie mai flexibile după critici la adresa compusului original C1 pentru o scădere mare a aderenței în comparație cu celelalte anvelope.

## Rezultate și clasamente

### Marile Premii
| Etapa | Mare Premiu                | Pole position    | Cel mai rapid tur | Pilotul câștigător | Constructorul câștigător   | Raport | Lider | Lider |
| Etapa | Mare Premiu                | Pole position    | Cel mai rapid tur | Pilotul câștigător | Constructorul câștigător   | Raport | Pilot | Dif.  |
| ----- | -------------------------- | ---------------- | ----------------- | ------------------ | -------------------------- | ------ | ----- | ----- |
| 1     | MP al Bahrainului          | Max Verstappen   | Zhou Guanyu       | Max Verstappen     | Red Bull Racing-Honda RBPT | Raport | VER   | 7     |
| 2     | MP al Arabiei Saudite      | Sergio Pérez     | Max Verstappen    | Sergio Pérez       | Red Bull Racing-Honda RBPT | Raport | VER   | 1     |
| 3     | MP al Australiei           | Max Verstappen   | Sergio Pérez      | Max Verstappen     | Red Bull Racing-Honda RBPT | Raport | VER   | 15    |
| 4     | MP al Azerbaidjanului      | Charles Leclerc  | George Russell    | Sergio Pérez       | Red Bull Racing-Honda RBPT | Raport | VER   | 6     |
| 5     | MP de la Miami             | Sergio Pérez     | Max Verstappen    | Max Verstappen     | Red Bull Racing-Honda RBPT | Raport | VER   | 14    |
| 6     | MP al Principatului Monaco | Max Verstappen   | Lewis Hamilton    | Max Verstappen     | Red Bull Racing-Honda RBPT | Raport | VER   | 39    |
| 7     | MP al Spaniei              | Max Verstappen   | Max Verstappen    | Max Verstappen     | Red Bull Racing-Honda RBPT | Raport | VER   | 53    |
| 8     | MP al Canadei              | Max Verstappen   | Sergio Pérez      | Max Verstappen     | Red Bull Racing-Honda RBPT | Raport | VER   | 69    |
| 9     | MP al Austriei             | Max Verstappen   | Max Verstappen    | Max Verstappen     | Red Bull Racing-Honda RBPT | Raport | VER   | 81    |
| 10    | MP al Marii Britanii       | Max Verstappen   | Max Verstappen    | Max Verstappen     | Red Bull Racing-Honda RBPT | Raport | VER   | 99    |
| 11    | MP al Ungariei             | Lewis Hamilton   | Max Verstappen    | Max Verstappen     | Red Bull Racing-Honda RBPT | Raport | VER   | 110   |
| 12    | MP al Belgiei              | Charles Leclerc  | Lewis Hamilton    | Max Verstappen     | Red Bull Racing-Honda RBPT | Raport | VER   | 125   |
| 13    | MP al Țărilor de Jos       | Max Verstappen   | Fernando Alonso   | Max Verstappen     | Red Bull Racing-Honda RBPT | Raport | VER   | 138   |
| 14    | MP al Italiei              | Carlos Sainz Jr. | Oscar Piastri     | Max Verstappen     | Red Bull Racing-Honda RBPT | Raport | VER   | 145   |
| 15    | MP al statului Singapore   | Carlos Sainz Jr. | Lewis Hamilton    | Carlos Sainz Jr.   | Ferrari                    | Raport | VER   | 151   |
| 16    | MP al Japoniei             | Max Verstappen   | Max Verstappen    | Max Verstappen     | Red Bull Racing-Honda RBPT | Raport | VER   | 177   |
| 17    | MP al Qatarului            | Max Verstappen   | Max Verstappen    | Max Verstappen     | Red Bull Racing-Honda RBPT | Raport | VER   | 209   |
| 18    | MP al Statelor Unite       | Charles Leclerc  | Yuki Tsunoda      | Max Verstappen     | Red Bull Racing-Honda RBPT | Raport | VER   | 226   |
| 19    | MP de la Ciudad de México  | Charles Leclerc  | Lewis Hamilton    | Max Verstappen     | Red Bull Racing-Honda RBPT | Raport | VER   | 251   |
| 20    | MP de la São Paulo         | Max Verstappen   | Lando Norris      | Max Verstappen     | Red Bull Racing-Honda RBPT | Raport | VER   | 266   |
| 21    | MP al Las Vegasului        | Charles Leclerc  | Oscar Piastri     | Max Verstappen     | Red Bull Racing-Honda RBPT | Raport | VER   | 276   |
| 22    | MP de la Abu Dhabi         | Max Verstappen   | Max Verstappen    | Max Verstappen     | Red Bull Racing-Honda RBPT | Raport | VER   | 290   |

### Sistemul de punctaj
Punctele au fost acordate primilor zece piloți care au terminat în fiecare cursă, folosind următoarea structură:
| Loc         | 1  | 2  | 3  | 4  | 5  | 6 | 7 | 8 | 9 | 10 | CMRT |
| ----------- | -- | -- | -- | -- | -- | - | - | - | - | -- | ---- |
| Mare Premiu | 25 | 18 | 15 | 12 | 10 | 8 | 6 | 4 | 2 | 1  | 1    |
| Sprint      | 8  | 7  | 6  | 5  | 4  | 3 | 2 | 1 |   |    |      |

Pentru a obține toate punctele, câștigătorul cursei a trebuit să termine cel puțin 75% din distanța programată. Dacă câștigătorul cursei a terminat mai puțin de 75% din distanță, cu condiția terminării a cel puțin două tururi complete, a fost folosit un set de puncte în funcție de distanța parcursă până la suspendarea cursei. În cazul de egalitate la încheierea campionatului, s-a folosit un sistem de numărătoare, cel mai bun rezultat fiind folosit pentru a decide clasamentul final.
Note
- ^1 - În cazul în care nu au fost încheiate două tururi complete, nu s-a acorda niciun punct și cursa a fost abandonată.
- ^2 - Dacă au fost parcurse mai mult de două tururi, dar mai puțin de 25% din distanța programată a cursei, punctele au fost acordate primilor 5 piloți pe o bază de 6–4–3–2–1. Dacă 25%–50% din distanța programată a cursei a fost parcursă, punctele au fost acordate pe o bază de 13–10–8–6–5–4–3–2–1 primilor 9 piloți. Dacă 50%–75% din distanța programată a cursei a fost parcursă, punctele au fost acordate pe o bază de 19–14–12–9–8–6–5–3–2–1 primilor 10 piloți.
- ^3 - În cazul în care doi sau mai mulți piloți au realizat același cel mai bun rezultat de un număr egal de ori, s-a folosit următorul cel mai bun rezultat.[73]

### Clasamentul Campionatului Mondial al Piloților
| Poz.   | Pilot            | Nr. | BHR | SAU | AUS | AZE§ | MIA | MCO | ESP  | CAN | AUT§ | GBR  | HUN | BEL§ | NLD | ITA | SGP | JPN  | QAT§  | USA§ | CMX | SAP§ | LVG | ABU  | Pct.   |
| Poz.   | Pilot            | Nr. |     |     |     |      |     |     |      |     |      |      |     |      |     |     |     |      |       |      |     |      |     |      | Pct.   |
| ------ | ---------------- | --- | --- | --- | --- | ---- | --- | --- | ---- | --- | ---- | ---- | --- | ---- | --- | --- | --- | ---- | ----- | ---- | --- | ---- | --- | ---- | ------ |
| 1      | Max Verstappen   | 1   | 1P  | 2R  | 1P  | 32   | 1R  | 1P  | 1P R | 1P  | 1P R | 1P R | 1R  | 1    | 1P  | 1   | 5   | 1P R | 21P R | 1P   | 1   | 1P   | 1P  | 1P R | 575    |
| 2      | Sergio Pérez     | 11  | 2   | 1P  | 5R  | 1    | 2P  | 16  | 4    | 6R  | 23   | 6    | 3   | 2    | 4   | 2   | 8   | Ab   | 10    | 54   | Ab  | 34   | 3   | 4    | 285    |
| 3      | Lewis Hamilton   | 44  | 5   | 5   | 2   | 76   | 6   | 4R  | 2    | 3   | 8    | 3    | 4P  | 74R  | 6   | 6   | 3R  | 5    | 5Ab   | 2DSC | 2R  | 78   | 7   | 9    | 234    |
| 4      | Fernando Alonso  | 14  | 3   | 3   | 3   | 64   | 3   | 2   | 7    | 2   | 5    | 7    | 9   | 5    | 2R  | 9   | 15  | 8    | 86    | Ab   | Ab  | 3    | 9   | 7    | 206    |
| 5      | Charles Leclerc  | 16  | Ab  | 7   | Ab  | 23P  | 7   | 6   | 11   | 4   | 2    | 9    | 7   | 53P  | Ab  | 4   | 4   | 4    | 5     | 3DSC | 3P  | 5NS  | 2   | 2    | 206    |
| 6      | Lando Norris     | 4   | 17  | 17  | 6   | 9    | 17  | 9   | 17   | 13  | 4    | 2    | 2   | 67   | 7   | 8   | 2   | 2    | 3     | 42   | 5   | 2R   | Ab  | 5    | 205    |
| 7      | Carlos Sainz Jr. | 55  | 4   | 6   | 12  | 5    | 5   | 8   | 5    | 5   | 36   | 10   | 8   | 4Ab  | 5   | 3P  | 1P  | 6    | 6NS   | 63   | 4   | 86   | 6   | 18*  | 200    |
| 8      | George Russell   | 63  | 7   | 4   | Ab  | 48R  | 4   | 5   | 3    | Ab  | 87   | 5    | 6   | 86   | 17  | 5   | 16* | 7    | 4     | 85   | 6   | 4Ab  | 8   | 3    | 175    |
| 9      | Oscar Piastri    | 81  | Ab  | 15  | 8   | 11   | 19  | 10  | 13   | 11  | 16   | 4    | 5   | 2Ab  | 9   | 12R | 7   | 3    | 12    | Ab   | 8   | Ab   | 10R | 6    | 97     |
| 10     | Lance Stroll     | 18  | 6   | Ab  | 4   | 87   | 12  | Ab  | 6    | 9   | 49   | 14   | 10  | 9    | 11  | 16  | NS  | Ab   | 11    | 7    | 17* | 5    | 5   | 10   | 74     |
| 11     | Pierre Gasly     | 10  | 9   | 9   | 13* | 14   | 8   | 7   | 10   | 12  | 10   | 18*  | Ab  | 311  | 3   | 15  | 6   | 10   | 12    | 76   | 11  | 7    | 11  | 13   | 62     |
| 12     | Esteban Ocon     | 31  | Ab  | 8   | 14* | 15   | 9   | 3   | 8    | 8   | 714  | Ab   | Ab  | 8    | 10  | Ab  | Ab  | 9    | 7     | Ab   | 10  | 10   | 4   | 12   | 58     |
| 13     | Alexander Albon  | 23  | 10  | Ab  | Ab  | 12   | 14  | 14  | 16   | 7   | 11   | 8    | 11  | 14   | 8   | 7   | 11  | Ab   | 713   | 9    | 9   | Ab   | 12  | 14   | 27     |
| 14     | Yuki Tsunoda     | 22  | 11  | 11  | 10  | 10   | 11  | 15  | 12   | 14  | 19   | 16   | 15  | 10   | 16  | NS  | Ab  | 12   | 15    | 8R   | 12  | 69   | 18* | 8    | 17     |
| 15     | Valtteri Bottas  | 77  | 8   | 18  | 11  | 18   | 13  | 11  | 19   | 10  | 15   | 12   | 12  | 12   | 15  | 10  | Ab  | Ab   | 8     | 12   | 15  | Ab   | 17  | 19   | 10     |
| 16     | Nico Hülkenberg  | 27  | 15  | 12  | 7   | 17   | 15  | 17  | 15   | 15  | 6Ab  | 13   | 14  | 18   | 12  | 17  | 13  | 14   | 16    | 11   | 13  | 12   | 19* | 15   | 9      |
| 17     | Daniel Ricciardo | 3   |     |     |     |      |     |     |      |     |      |      | 13  | 16   | Ret |     |     |      |       | 15   | 7   | 13   | 14  | 11   | 6      |
| 18     | Zhou Guanyu      | 24  | 16R | 13  | 9   | Ab   | 16  | 13  | 9    | 16  | 12   | 15   | 16  | 13   | Ab  | 14  | 12  | 13   | 9     | 13   | 14  | Ab   | 15  | 17   | 6      |
| 19     | Kevin Magnussen  | 20  | 13  | 10  | 17* | 13   | 10  | 19* | 18   | 17  | 18   | Ab   | 17  | 15   | 14  | 18  | 10  | 15   | 14    | 14   | Ab  | Ab   | 13  | 20   | 3      |
| 20     | Liam Lawson      | 40  |     |     |     |      |     |     |      |     |      |      |     |      | 13  | 11  | 9   | 11   | 17    |      |     |      |     |      | 2      |
| 21     | Logan Sargeant   | 2   | 12  | 16  | 16* | 16   | 20  | 18  | 20   | Ab  | 13   | 11   | 18* | 17   | Ab  | 13  | 14  | Ab   | Ab    | 10   | 16* | 11   | 16  | 16   | 1      |
| 22     | Nyck de Vries    | 21  | 14  | 14  | 15* | Ab   | 18  | 12  | 14   | 18  | 17   | 17   |     |      |     |     |     |      |       |      |     |      |     |      | 0      |
| Poz.   | Pilot            | Nr. | BHR | SAU | AUS | AZE§ | MIA | MCO | ESP  | CAN | AUT§ | GBR  | HUN | BEL§ | NLD | ITA | SGP | JPN  | QAT§  | USA§ | CMX | SAP§ | LVG | ABU  | Puncte |
| Sursa: |                  |     |     |     |     |      |     |     |      |     |      |      |     |      |     |     |     |      |       |      |     |      |     |      |        |

| Legendă      | Legendă                                                |
| Culoare      | Rezultat                                               |
| ------------ | ------------------------------------------------------ |
| Auriu        | Câștigător                                             |
| Argintiu     | Locul 2                                                |
| Bronz        | Locul 3                                                |
| Verde        | Alte locuri care punctează                             |
| Albastru     | Alte locuri                                            |
| Albastru     | Nu s-a clasat, dar a terminat cursa (NC)               |
| Purpuriu     | A abandonat cursa (Ab)                                 |
| Negru        | Descalificat (DSC)                                     |
| Alb          | Nu a luat startul (NS)                                 |
| Roșu         | Nu s-a calificat (NSC)                                 |
| Fără culoare | Retras înainte de calificări (Ret)                     |
| Fără culoare | Exclus (EX)                                            |
| Fără culoare | Nu a participat (celulă goală)                         |
| Adnotare     | Însemnătate                                            |
| P            | Pole position                                          |
| R            | Cel mai rapid tur                                      |
| 1            | Poziția finală în cursa sprint                         |
| *            | Nu a terminat, dar a parcurs mai mult de 90% din cursă |

Notă:
- § – Cursele sprint au avut loc în cadrul a șase Mari Premii din sezon: Azerbaidjan, Austria, Belgia, Qatar, Statele Unite și São Paulo.

### Clasamentul Campionatului Mondial al Constructorilor
| Poz.   | Constructor                  | BHR | SAU | AUS | AZE§ | MIA | MCO | ESP  | CAN | AUT§ | GBR  | HUN | BEL§ | NLD | ITA | SGP | JPN  | QAT§  | USA§ | CMX | SAP§ | LVG | ABU  | Pct.   |
| Poz.   | Constructor                  |     |     |     |      |     |     |      |     |      |      |     |      |     |     |     |      |       |      |     |      |     |      | Pct.   |
| ------ | ---------------------------- | --- | --- | --- | ---- | --- | --- | ---- | --- | ---- | ---- | --- | ---- | --- | --- | --- | ---- | ----- | ---- | --- | ---- | --- | ---- | ------ |
| 1      | Red Bull Racing-Honda RBPT   | 1P  | 1P  | 1P  | 1    | 1R  | 1P  | 1P R | 1P  | 1P R | 1P R | 1R  | 1    | 1R  | 1   | 5   | 1P R | 21P R | 1P   | 1   | 1P   | 1P  | 1P R | 860    |
| 1      | Red Bull Racing-Honda RBPT   | 2   | 2R  | 5R  | 32   | 2P  | 16  | 4    | 6R  | 23   | 6    | 3   | 2    | 4   | 2   | 8   | Ab   | 10    | 54   | Ab  | 34   | 3   | 4    | 860    |
| 2      | Mercedes                     | 5   | 4   | 2   | 76   | 4   | 4R  | 2    | 3   | 87   | 3    | 4P  | 74R  | 6   | 5   | 3R  | 5    | 4     | 24   | 2R  | 78   | 7   | 3    | 409    |
| 2      | Mercedes                     | 7   | 5   | Ab  | 48R  | 6   | 5   | 3    | Ab  | 8    | 5    | 6   | 86   | 17  | 6   | 16* | 7    | 5Ab   | 8DSC | 6   | 4Ab  | 8   | 9    | 409    |
| 3      | Ferrari                      | 4   | 6   | 12  | 23P  | 5   | 6   | 5    | 4   | 2    | 9    | 7   | 53P  | 5   | 3P  | 1P  | 4    | 5     | 63   | 3P  | 86   | 2   | 2    | 406    |
| 3      | Ferrari                      | Ab  | 7   | Ab  | 5    | 7   | 8   | 11   | 5   | 36   | 10   | 8   | 4Ab  | Ab  | 4   | 4   | 6    | 6NS   | 3DSC | 4   | 5NS  | 6   | 18*  | 406    |
| 4      | McLaren-Mercedes             | 17  | 15  | 6   | 9    | 17  | 9   | 13   | 11  | 4    | 2    | 2   | 67   | 7   | 8   | 2   | 2    | 12    | 42   | 5   | 2R   | 10R | 5    | 302    |
| 4      | McLaren-Mercedes             | Ab  | 17  | 8   | 11   | 19  | 10  | 17   | 13  | 16   | 4    | 5   | 2Ab  | 9   | 12R | 7   | 3    | 3     | Ab   | 8   | Ab   | Ab  | 6    | 302    |
| 5      | Aston Martin Aramco-Mercedes | 3   | 3   | 3   | 64   | 3   | 2   | 6    | 2   | 5    | 7    | 9   | 5    | 2R  | 9   | 15  | 8    | 86    | 7    | 17* | 3    | 5   | 7    | 280    |
| 5      | Aston Martin Aramco-Mercedes | 6   | Ab  | 4   | 87   | 12  | Ab  | 7    | 9   | 49   | 14   | 10  | 9    | 11  | 16  | NS  | Ab   | 11    | Ab   | Ab  | 5    | 9   | 10   | 280    |
| 6      | Alpine-Renault               | 9   | 8   | 13* | 14   | 8   | 3   | 8    | 8   | 10   | 18*  | Ab  | 8    | 3   | 15  | 6   | 9    | 7     | 76   | 10  | 7    | 4   | 12   | 120    |
| 6      | Alpine-Renault               | Ab  | 9   | 14* | 15   | 9   | 7   | 10   | 12  | 714  | Ab   | Ab  | 311  | 10  | Ab  | Ab  | 10   | 12    | Ab   | 11  | 10   | 11  | 13   | 120    |
| 7      | Williams-Mercedes            | 10  | 16  | 16* | 12   | 14  | 14  | 16   | 7   | 11   | 8    | 11  | 14   | 8   | 7   | 11  | Ab   | 713   | 9    | 9   | 11   | 12  | 14   | 28     |
| 7      | Williams-Mercedes            | 12  | Ab  | Ab  | 16   | 20  | 18  | 20   | Ab  | 13   | 11   | 18* | 17   | Ab  | 13  | 14  | Ab   | Ab    | 10   | 16* | Ab   | 16  | 16   | 28     |
| 8      | AlphaTauri-Honda RBPT        | 11  | 11  | 10  | 10   | 11  | 12  | 12   | 14  | 17   | 16   | 13  | 10   | 13  | 11  | 9   | 11   | 15    | 8R   | 7   | 69   | 14  | 8    | 25     |
| 8      | AlphaTauri-Honda RBPT        | 14  | 14  | 15* | Ab   | 18  | 15  | 14   | 18  | 19   | 17   | 15  | 16   | 16  | NS  | Ab  | 12   | 17    | 15   | 12  | 13   | 18* | 11   | 25     |
| 9      | Alfa Romeo-Ferrari           | 8   | 13  | 9   | 18   | 13  | 11  | 9    | 10  | 12   | 12   | 12  | 12   | 15  | 10  | 12  | 13   | 8     | 12   | 14  | Ab   | 15  | 17   | 16     |
| 9      | Alfa Romeo-Ferrari           | 16R | 18  | 11  | Ab   | 16  | 13  | 19   | 16  | 15   | 15   | 16  | 13   | Ab  | 14  | Ab  | Ab   | 9     | 13   | 15  | Ab   | 17  | 19   | 16     |
| 10     | Haas-Ferrari                 | 13  | 10  | 7   | 13   | 10  | 17  | 15   | 15  | 18   | 13   | 14  | 15   | 12  | 17  | 10  | 14   | 14    | 11   | 13  | 12   | 13  | 15   | 12     |
| 10     | Haas-Ferrari                 | 15  | 12  | 17* | 17   | 15  | 19* | 18   | 17  | 6Ab  | Ab   | 17  | 18   | 14  | 18  | 13  | 15   | 16    | 14   | Ab  | Ab   | 19* | 20   | 12     |
| Poz.   | Constructor                  | BHR | SAU | AUS | AZE§ | MIA | MCO | ESP  | CAN | AUT§ | GBR  | HUN | BEL§ | NLD | ITA | SGP | JPN  | QAT§  | USA§ | CMX | SAP§ | LVG | ABU  | Puncte |
| Sursa: |                              |     |     |     |      |     |     |      |     |      |      |     |      |     |     |     |      |       |      |     |      |     |      |        |

| Legendă      | Legendă                                                |
| Culoare      | Rezultat                                               |
| ------------ | ------------------------------------------------------ |
| Auriu        | Câștigător                                             |
| Argintiu     | Locul 2                                                |
| Bronz        | Locul 3                                                |
| Verde        | Alte locuri care punctează                             |
| Albastru     | Alte locuri                                            |
| Albastru     | Nu s-a clasat, dar a terminat cursa (NC)               |
| Purpuriu     | A abandonat cursa (Ab)                                 |
| Negru        | Descalificat (DSC)                                     |
| Alb          | Nu a luat startul (NS)                                 |
| Roșu         | Nu s-a calificat (NSC)                                 |
| Fără culoare | Retras înainte de calificări (Ret)                     |
| Fără culoare | Exclus (EX)                                            |
| Fără culoare | Nu a participat (celulă goală)                         |
| Adnotare     | Însemnătate                                            |
| P            | Pole position                                          |
| R            | Cel mai rapid tur                                      |
| 1            | Poziția finală în cursa sprint                         |
| *            | Nu a terminat, dar a parcurs mai mult de 90% din cursă |

Note:
- Pozițiile sunt sortate după cel mai bun rezultat, rândurile nefiind legate de piloți. În caz de egalitate de puncte, cele mai bune poziții obținute au determinat rezultatul.
- § – Cursele sprint au avut loc în cadrul a șase Mari Premii din sezon: Azerbaidjan, Austria, Belgia, Qatar, Statele Unite și São Paulo.